# Bertioga
Bertioga es un municipio brasileño del estado de São Paulo, en la Región Metropolitana de la Baixada Santista, microrregión de Santos. La población en 2010 era de 47.572 habitantes y la superficie es de 491,2 km², o lo resulta en una densidad demográfica de 96,84 hab/km².

## Estancia balnearia
Es uno de los 15 municipios paulistas considerados estancias balnearias por el Estado de São Paulo, por cumplir determinados requisitos definidos por la Ley Estatal. Tal estatus garantiza a estos municipios un presupuesto adicional por parte del Estado para la promoción del turismo regional. También, el municipio tiene el derecho de agregar junto a su nombre el título de Estancia Balnearia.

## Topónimo
Su nombre proviene del tupi antiguo, hablado en la costa brasilera, de la palabra piratyoca, que significa "casa del pez blanco" o más probablemente de buriquioca, que significa "casa del mono araña". "Buriquioca" era el nombre dado por los indígenas a un pequeño mono local, según consta en una escritura de 1560.

## Historia

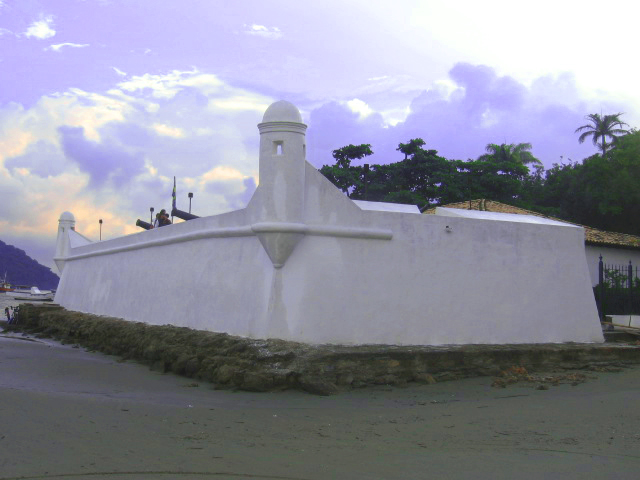
Fuerte de São João.

A comienzos de la colonización portuguesa, en el siglo XVI, la región era considerada de transición entre el territorio de los tupinambá y el de los tupiniquim.
Frente a la resistencia de los tupinambá, los portugueses decidieron construir el Fuerte de São João da Bertioga, considerado la más antigua fortificación portuguesa en Brasil, restaurada en 1920 y en 1945. Los indios tamoios intentaron pasar por la Barra de Bertioga, pero fueron enfrentados por los cinco 5 hermanos Braga.
En 1552, quedó como responsable del fuerte el mercenario Hans Staden, un alemán al servicio del rey de Portugal. Fue capturado por los tupinambá y posteriormente liberado por intervención de los franceses, aliados de los tupinambá. De vuelta a Alemania, escrebió el libro Historia verídica y descripción de una tierra de salvajes, desnudos y crueles comedores de seres humanos). Ese libro muy vendido en la época, contribuyó a divulgar el estereotipo del "indio salvaje", antropófago y fue la base en 1999 para la película, Hans Staden.
De Bertioga salieron, en 1565, Estácio de Sá y los expedicionarios de Santos, São Vicente e São Paulo para fundar la ciudad de Río de Janeiro.
Bertioga fue un distrito de Santos hasta el 19 de mayo de 1991, cuando se convirtió en municipio independiente.
En esta localidad falleció el criminal de guerra nazi Josef Mengele en 1979, mientras nadaba en el mar.

## Geografía
Sus límites son, Mogi das Cruzes, Biritiba-Mirim y Salesópolis por el norte; São Sebastião por el oriente; el Océano Atlántico por el sur, con Guarujá (con la isla de Santo Amaro frente a la ciudad) y Santos por el occidente.

### Clima
El clima de Bertioga es subtropical húmedo, con veranos calientes e inviernos suaves, con ausencia de mes seco, siendo julio el mes más frío con media de 17°C y, el mes más caliente es febrero, con media de 30°C.

### Demografía
Datos del Censo - 2000
Población total: 82.037
- Urbana: 79.016
- Rural: 2.346
  - Hombres: 42.511
  - Mujeres: 47.528

Densidad demográfica (hab./km²): 61,15
Mortalidad infantil hasta 1 año (por mil): 18,38
Expectativa de vida (años): 69,93
Tasa de fecundidad (jijos por mujer): 3,08
Tasa de alfabetización: 91,74%
Índice de Desarrollo Humano (IDH-M): 0,792
- IDH-M Renda: 0,744
- IDH-M Longevidad: 0,749
- IDH-M Educación: 0,882

### Hidrografía
- Océano Atlántico
- Rio Itapanhaú
- Rio Guaratuba
- Rio Itaguaré

### Transporte
Se comunica con el planalto por la Rodovia Mogi-Bertioga (SP-98) (al norte); con la Isla de Santo Amaro (Guarujá) por medio de un servicio de transbordador (al sur); con Santos (al oeste) y São Sebastião (al este) por la Rodovia Rio-Santos (SP-55/BR-101).
Queda en este municipio la pequeña Vila de Itatinga, que tiene acceso restringido a visitantes y tiene entrada solamente comenzando el recorrido al final da rua Manoel Gajo, donde existe un pequeño Ferry, que atraviesa el río Itapanhaú, después es necesario recorrer aproximadamente 7 km en un pequeño tranvía que va por la Serra do Mar. El recorrido está repleto de bellos paisajes. En Vila de Itatinga viven cerca de 70 familias de los trabajadores de la empresa eléctrica de Itatinga, que genera energía para el puerto de Santos.

### Carreteras
- SP-55
- SP-61-Rodovia Ariovaldo de Almeida Viana
- SP-98-Rodovia Mogi-Bertioga

## Puntos turísticos

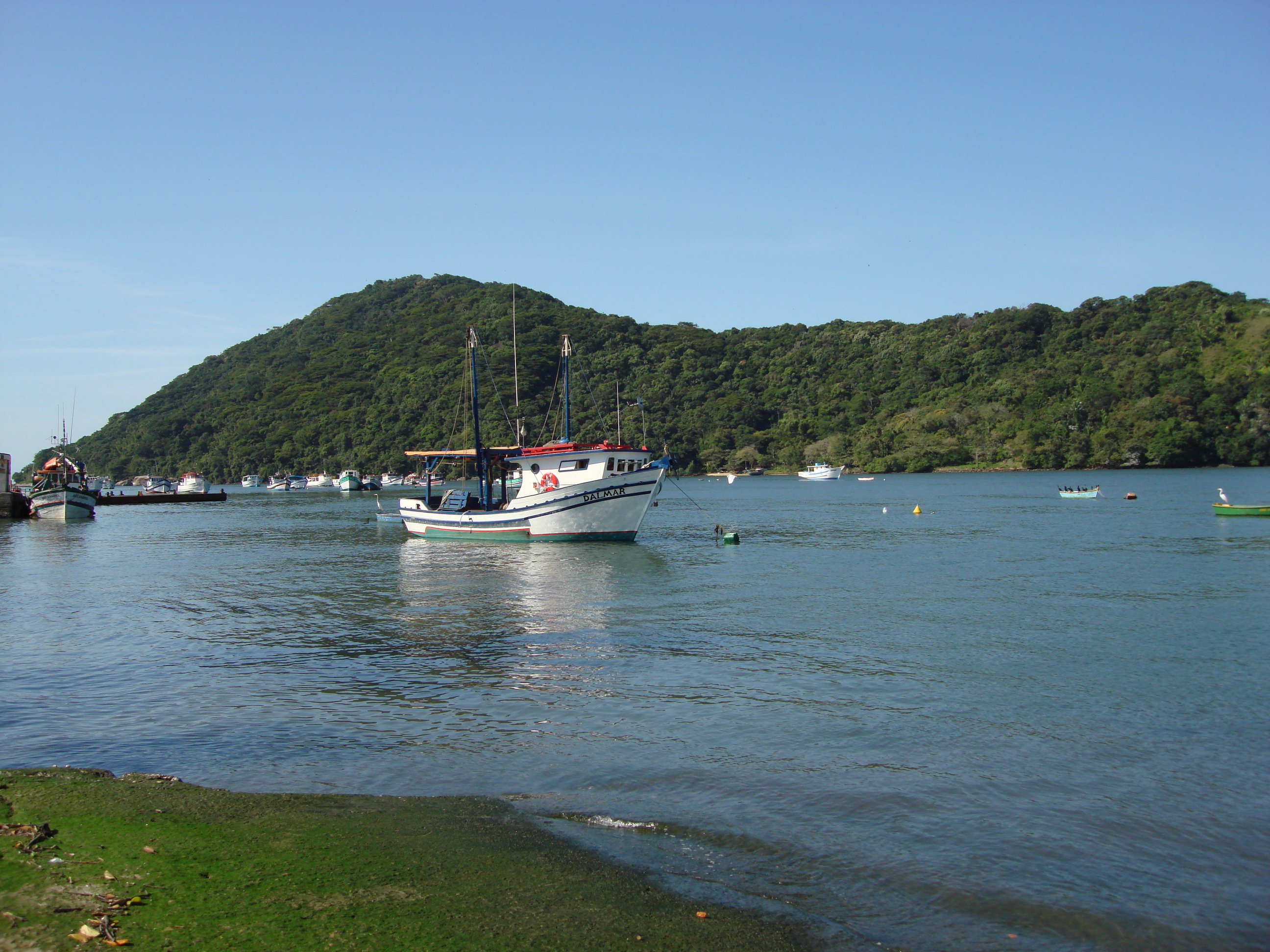
Canal de Bertioga.

- Fuerte de São João da Bertioga
- Foz do Rio Itaguaré
- Morro de São Lourenço
- Riviera de São Lourenço
- Playa de Itaguaré
- Río Itaguaré
- SESC Bertioga
- Barra do Rio Guaratuba
- Canal de Bertioga
- Ponta do Indaiá
- Playa da Enseada
- Playa de Boracéia
- Playa de Guaratuba
- Playa del Indaiá
- Playa del Itaguá
- Río Guaratuba
- Río Itapanhaú
- Río Jaguareguava
- Empresa Eléctrica de Itatinga